# Sablons (Isère)
Sablons is een gemeente in het Franse departement Isère (regio Auvergne-Rhône-Alpes). De plaats maakt deel uit van het arrondissement Vienne. Sablons telde op 1 januari 2022 2.306 inwoners. 

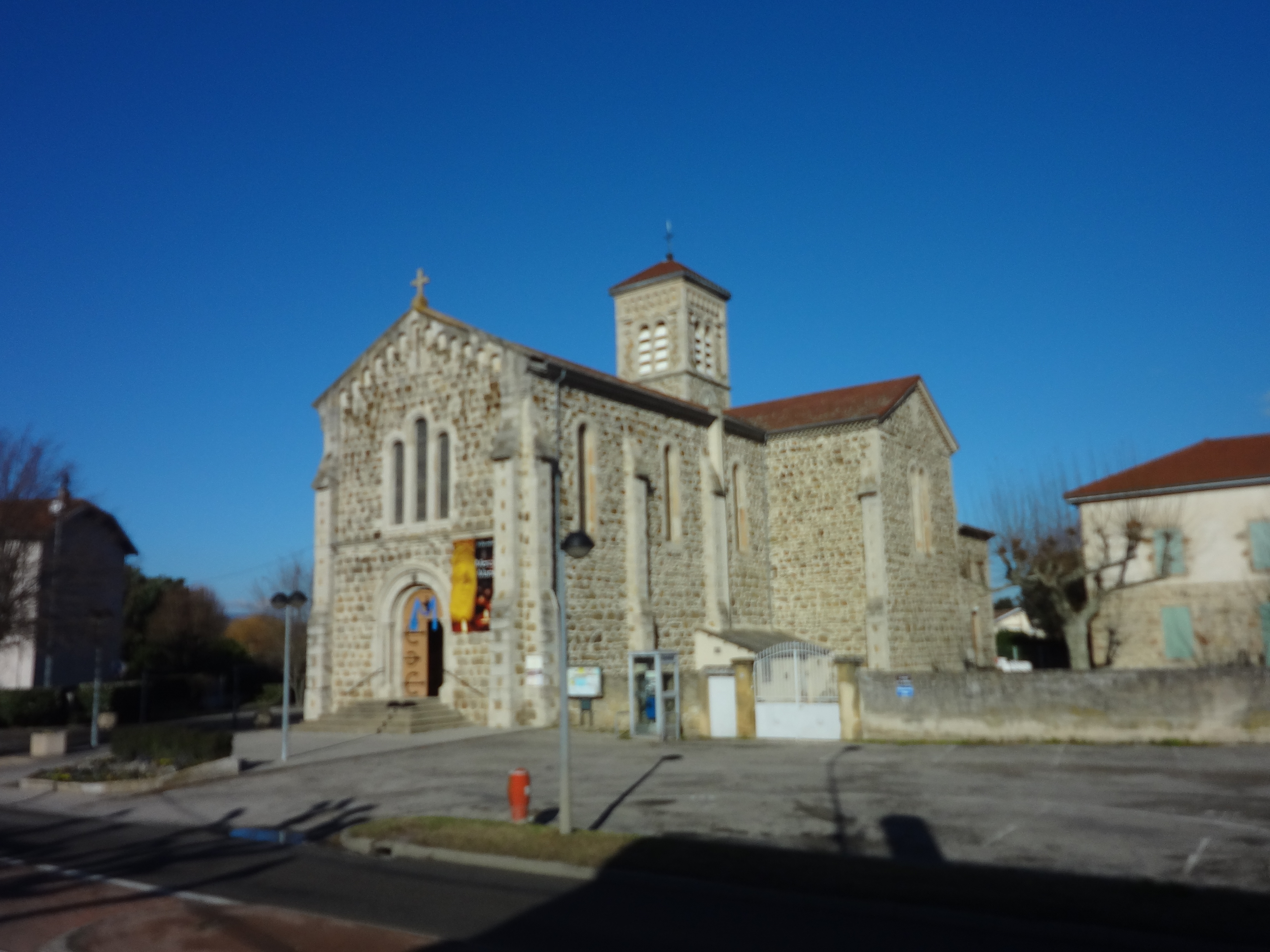
Kerk Saint-Ferréol in Sablons
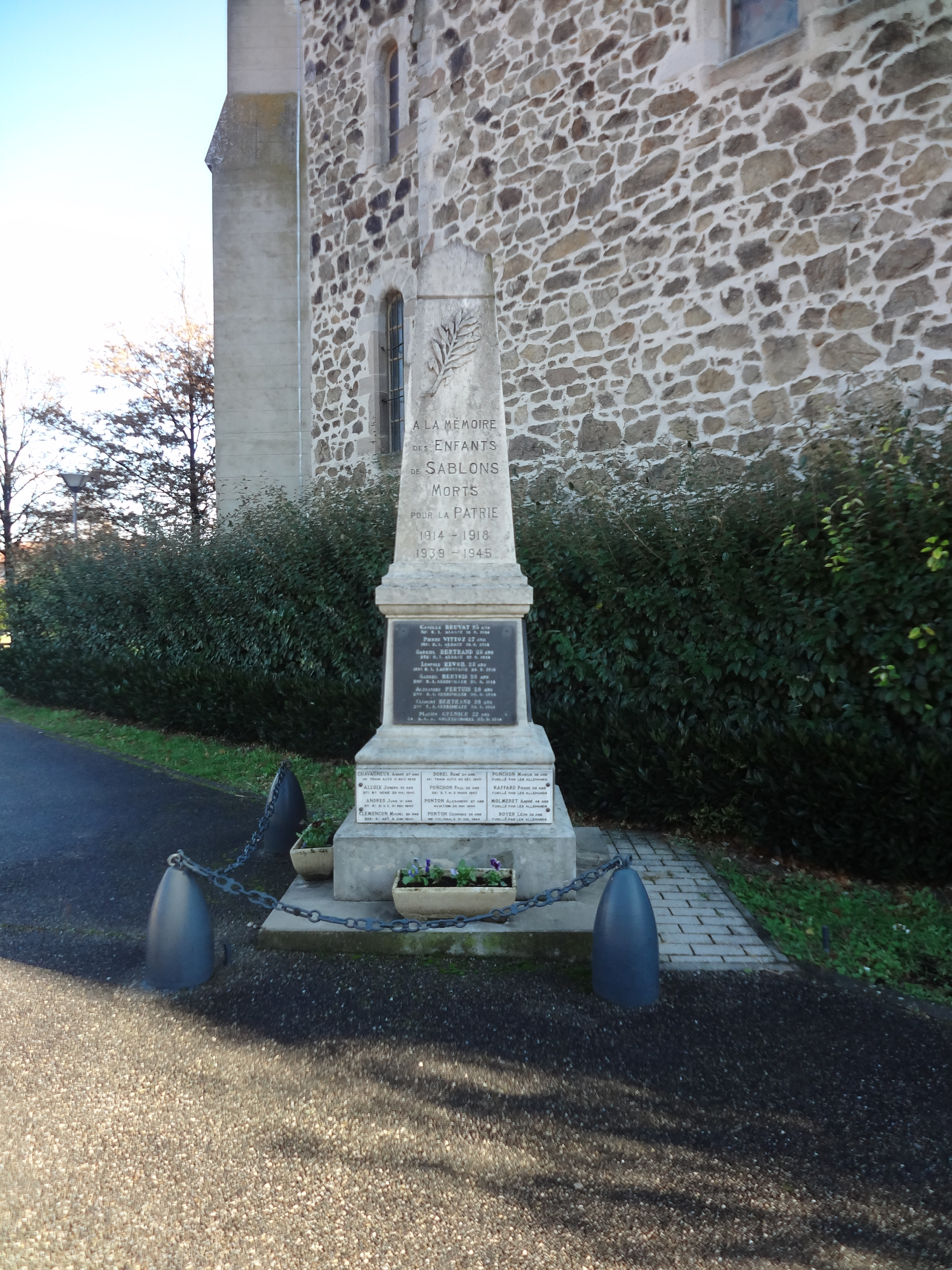
Monument
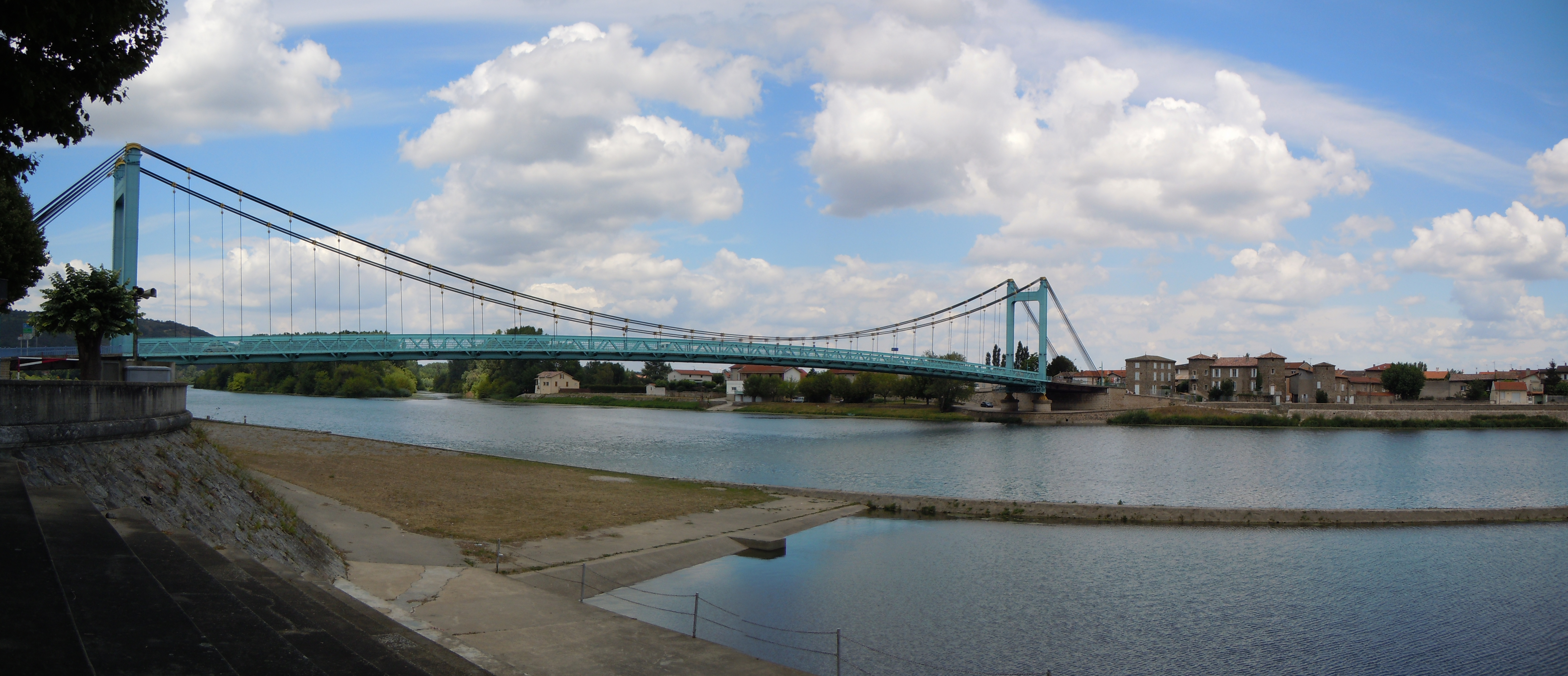
Brug over de Rhône tussen Serrières (Ardèche) en Sablons (Isère)

## Geografie
De oppervlakte van Sablons bedroeg op 1 januari 2022 10,23 vierkante kilometer; de bevolkingsdichtheid was toen 225,4 inwoners per km².

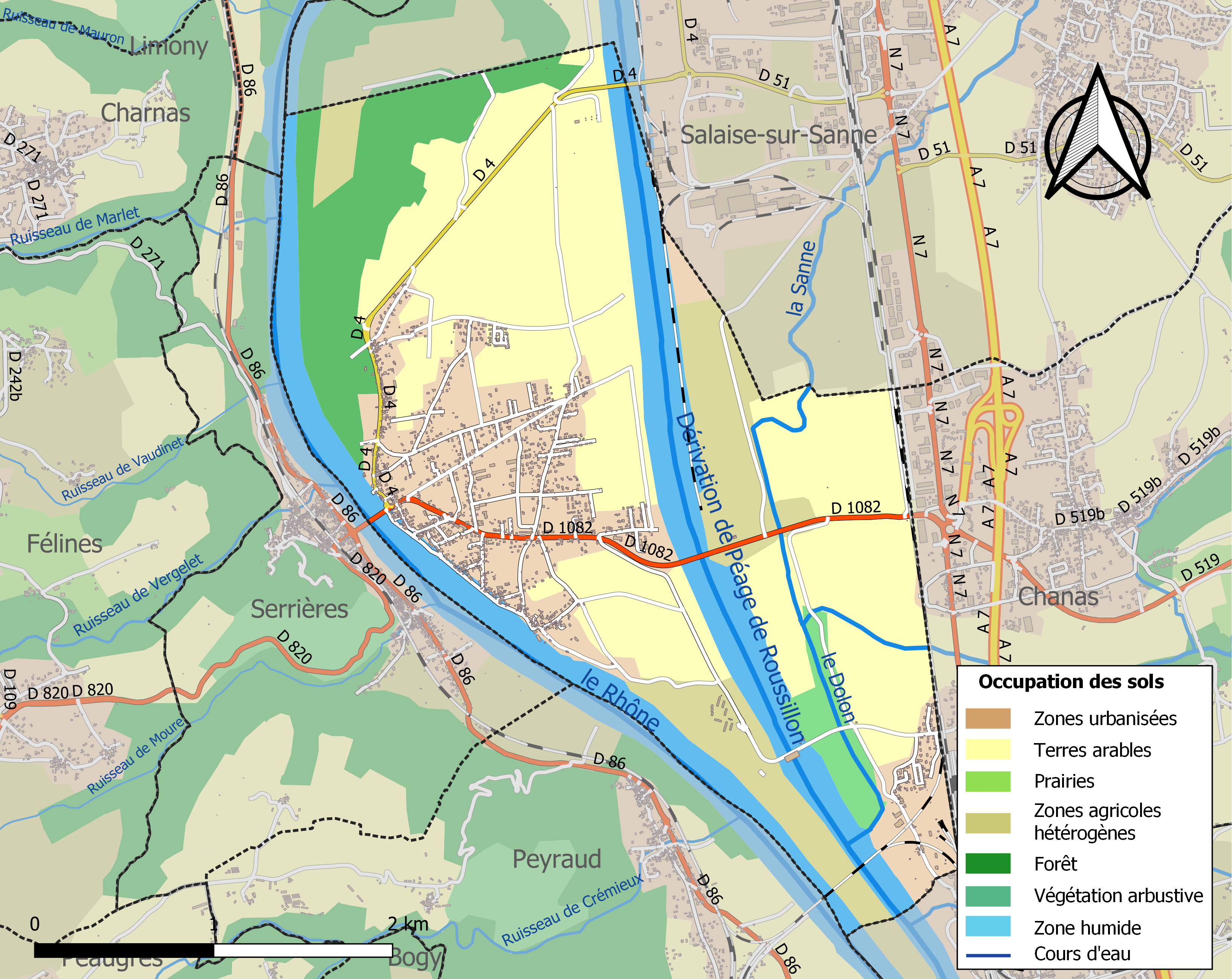
Kaart van de gemeente met de belangrijkste infrastructuur, bodemgebruik en omliggende gemeenten

## Demografie
Onderstaande figuur toont het verloop van het inwonertal (bron: INSEE-tellingen).